# Kuchingius megalopalpus
Kuchingius megalopalpus – gatunek kosarza z podrzędu Laniatores i rodziny Epedanidae. Jedyny znany przedstawiciel monotypowego rodzaju Kuchingius.

## Występowanie
Gatunek jest endemiczny dla wyspy Borneo.